# Cantone di Antony
Il Cantone di Antony è una divisione amministrativa dell'Arrondissement di Antony.
A seguito della riforma approvata con decreto del 26 febbraio 2014, che ha avuto attuazione dopo le elezioni dipartimentali del 2015, è stato ridefinito.

## Composizione
Prima della riforma del 2014 comprendeva solo una parte del comune di Antony.
Dopo il 2015 il cantone comprende l'intero cantone di Antony.